# نبرد جام

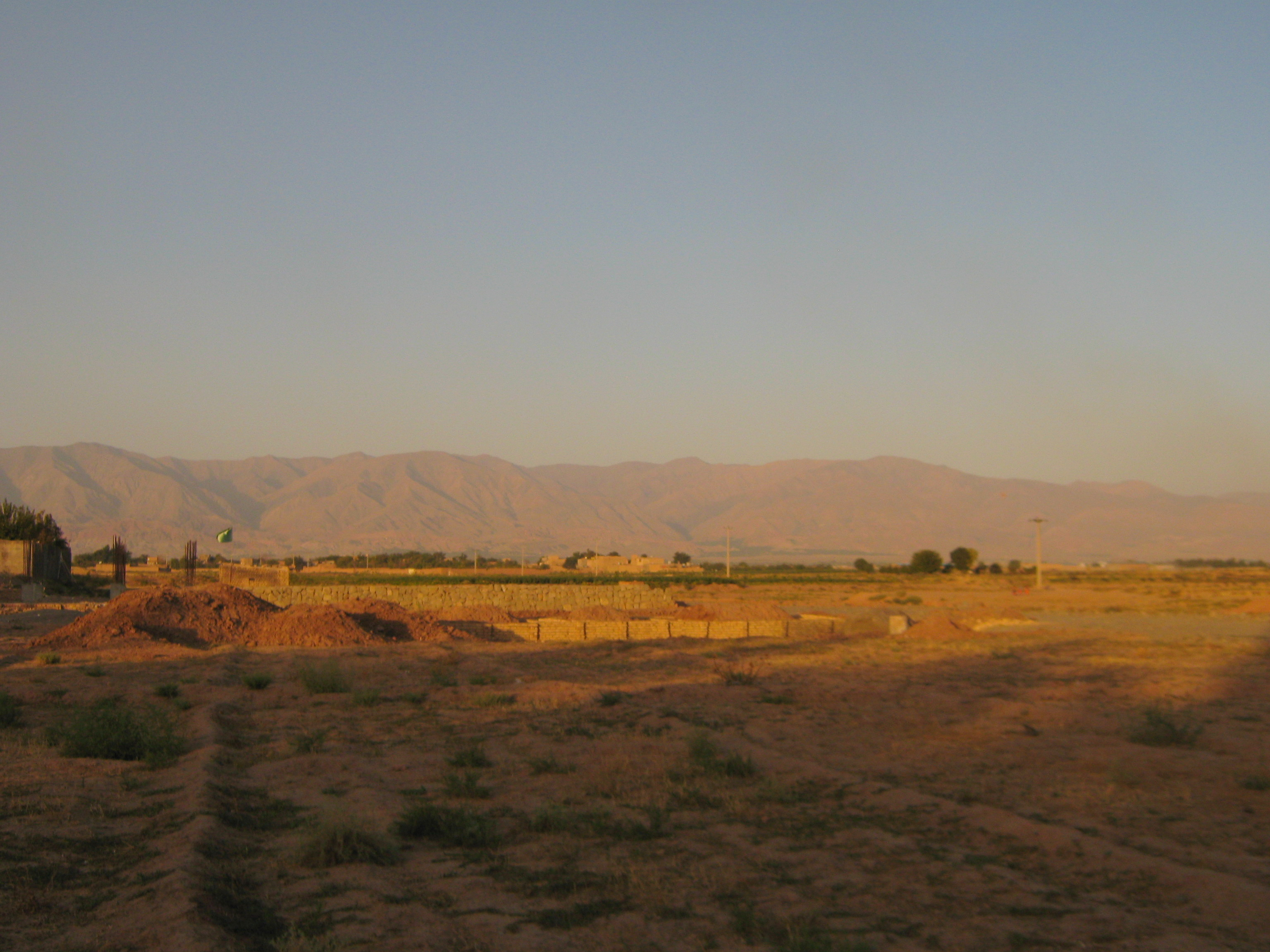
منطقه جام

نبرد جام بخش برجسته‌ای از رویارویی نظامی-سیاسی گسترده میان دودمان شیبانی و صفوی بود. این نبرد در ۱۱ محرم ۹۳۵ در شهر زورآباد سرزمین جام خراسان (دولت صفویان) روی داد. شاه تهماسب پس از رهایی از سال‌ها کشمکش داخلی که باعث گستاخی ازبکان و دست‌درازی به مرزهای ایران شده بود، برای راندن دشمن که تا ‌میانه‌های ایران یعنی دامغان پیش آمده بودند و حتی بر این شهر فرمانروا گمارده بود، از پایتخت به سوی خاور ایران به‌راه افتاد. او پس از رسیدن به مشهد و گذر از آن، احتمالاً به سمت هرات می‌رفت که در خسروگرد، نزدیک جام، گشت‌های او ازبک‌ها را یافتند و به او گزارش شد که همه ارتش ازبکان در نزدیکی زورآباد هستند.

## پیشینه
در اوایل قرن دهم هجری شیبانیان خود را استوار در فرارود جایگیر کرده بودند و دولت خود را به پایتختی بخارا پایه‌گذاری کردند و پس از آن برای گرفتن خراسان با دولت صفویان وارد جنگهای متعددی شدند.
در سال ۹۳۳ ه‍.ق ازبک‌ها بار دیگر از آمودریا گذر کردند و به خراسان درآمدند. آنها شهر توس را که آرامگاه فردوسی در آن جای دارد، محاصره کرده و گرفتند. پس از دوره‌ی کوتاهی بخشی از خراسان را زیر چیرگی خود درآوردند و در سال ۹۳۴ ه‍.ق طی درگیریهای مختصری به شهر استرآباد و حتی دامغان نیز دست یافتند.
پس از آن شیبانیان سوی خاور به راه افتادند و به رهبری عبیدالله‌خان ازبک هرات را هفت ماه محاصره کردند. همه رخدادهای یاد شده در واقع بهره‌وری ازبک‌ها از کشمکش‌های درونی ایران در پی خردسالی شاه بود. تا اینکه با پایان درگیری استاجلوها و آسودگی شاه برای رسیدگی به نابسامانی‌ها، سرانجام صفویان به فکر بازپس‌گیری سرزمین‌های ازدست‌رفته افتادند. عبیدالله خان خبر نزدیک شدن لشکر بزرگ صفویان را دریافت کرد و ناچار به عقب‌نشینی سوی شمال شد تا لشگری بزرگ فراهم آورد.

## نبرد
در اواخر سال ۹۳۴ ه‍.ق شیبانیان سنی «غزوات مقدس» را علیه دولت صفوی و دودمان صفویه که سنگر اسلام شیعی بودند، اعلام کردند. شیبانیان به رهبری عبیدالله‌خان ازبک و کوجونجی‌خان با تیزبینی آماده لشگرکشی به خراسان شدند و شمار فراوانی از کشاورزان، کارگران، درویشان، چامه سرایان، نمایندگان روشنفکران و دانشمندان و بزرگان دینی به سپاهیان آنان پیوستند. بر پایه آگاهی‌های تاریخی «عبیدالله خان چنان لشکری گرد آورد که از زمان چنگیز خان دیده نشده‌است».
خبر نزدیک شدن ارتش شیبانیان در خراسان، شاه طهماسب یکم صفوی را غافل‌گیر کرد. صفویان با شتاب ارتش خود را بسیج کردند. نبرد میان لشکریان در نزدیکی شهر زورآباد که بخشی از سرزمین جامِ خراسان بود، روی داد.
شاه طهماسب جناح راست را به سرداری جوهه سلطان تکلو، حسین خان شاملو، احمد سلطان استاجلو و المه سلطان تکلو مقرر کرده و جناح چپ را به حمزه سلطان ذوالقدر حاکم شیراز، محمد خان شرف الدین اغلی تکلو، محمد خان ذوالقدر اغلی، یعقوب سلطان قاجار و پیرقلی سلطان شاملو واگذار کرد و خود همراه با احمد سلطان افشار و قدوز سلطان تکلو در قلب سپاه قرار گرفت، در مقابل کوجم خان و عبیدالله خان ازبک در قلب قرار گرفتند و فرماندهی جناح راست را به جانی بیگ سلطان، گیلدی محمد سلطان و ابوسعید سلطان و جناح چپ را به فولاد سلطان، عبدالعزیز سلطان و عبداللطیف سلطان قرار دادند.
در شروع نبرد، دو جناح صفویان در برابر تاخت‌وتازهای ازبک‌ها مجبور به عقب نشینی شدند، به طوری که ازبکان پیروزی خود را حتمی دانسته و شروع به غارت اموال صفویان در عقب لشکر کردنند. هنگامی‌که عبیدالله‌خان ازبک از پیرامونیان خود پیام شادباش بابت پیروزی می‌شنید، یک نقطه سیاه تار را دید که هنوز در دوردست برپا و برجا بود. گفت: چیزی می‌بینم که می‌تواند بخشی از لشکر قزلباش باشد و اگرچه ازبک‌هایی که نزدیک او مانده بودند بدنبال گریز همه قزلباش‌ها پافشاری می‌کردند که چنین چیزی نمی‌شود ولی سرانجام عبیدالله‌خان مردی را برای شناسایی فرستاد، در آن زمان دیگر دیر شده‌بود، زیرا شاه طهماسب همراه با قورچیان و توپچیان شروع به پیشروی به سمت قلب ازبکان کرد، شاه به استاد شیخی بیک توپچی باشی دستور شلیک به دشمن را داد، ازبکان که آشنایی با توپهای جنگی نداشتند در اثر شلیک یکباره دهها توپ و چندین هزار تفنگ قورچیان غافلگیر شده به طوری که قلب سپاه آنان سردرگم شده و مجبور به عقب نشینی شد، جناح‌های ازبکان پس از اطلاع از عقب نشینی قلب سپاه، آنها نیز به سمت آمودریا عقب نشستند. روز بعد که شاه طهماسب از عقب نشینی کامل ازبکان آگاه یافت به دلیل اتفاقات پیش آمده به سمت عراق عرب بازگشت.

بیشتر منابع به زخمی شدن عبیدالله‌خان در هنگام گریز توسط قورچی (محافظ شخصی سلطنتی) اشاره دارند که قورچی قربانی خود را نشناخت و چون قربانی رنجوری بود، قورچی بر آن شد که او را نکشد. بر پایه گزارش‌ها، شنوایی خان در پی این کوفتن آسیب دید و برخی بن‌مایه‌های صفوی او را «عبید کر» می‌نامند.
پس از جنگ سخن‌های گوناگونی پراکنده شد، پیش از همه شکست بزرگ قزلباش‌ها به گونه‌ای گسترده در سراسر کشور از سوی کسانی پراکنده شد که از گام نخست نبرد گریخته بودند همچنین نخستین سخنانی که در هند به بابر رسید، پنداشتِ نابودی سرتاسری ارتش ازبک و کشته شدن همه خان‌ها و سلطان‌های برجسته‌شان، از جمله عبیدالله‌خان و کوجم‌خان بود. بابر حتی آماده بود برای تلاشی نو در راه بازپس‌گیری فرارود برنامه‌ریزی کند.

## بن مایه
- فصلنامه علمی پژوهشی تاریخ، عباسقلی غفاری‌فرد، سه جنگ بزرگ صفویه با ازبکان، شماره ۳ isc (بازیابی ۲۲ شهریور ۱۴۰۱)
- گاهنامه دانشکده ادبیات و علوم انسانی (دانشگاه اصفهان) - شماره ۱۸ و ۱۹ isc پاییز و زمستان ۱۳۷۸

1. ↑  احمد منشی قمی، خلاصه التواریخ، جلد ۱ تصحیح احسان اشراقی
2. ↑  حسن روملو، احسن التواریخ، جلد دوم، تصحیح عبدالحسین نوایی
3. ↑  اسکندر بیگ ترکمان، عالم‌آرای عباسی، جلد اول